# 103e brigade de missiles
Pour les articles homonymes, voir 103e brigade.
La 103e brigade de missiles (en russe : 103-я ракетная бригада), de son nom complet la 103e brigade de missiles des ordres du Drapeau rouge, de Koutouzov et de Bogdan Khmelnitski (103-я ракетная Краснознамённая, орденов Кутузова и Богдана Хмельницкого бригада), est une unité de missiles de l'armée de terre russe (numéro d'unité militaire 47130) équipé du missile balistique tactique 9K720 Iskander.

## Histoire
Son histoire remonte à la création de la 12e division d'artillerie révolutionnaire (en russe : 12-я артиллерийская дивизия прорыва) de la réserve du Haut Commandement en décembre 1942. La formation de la division commence à l'automne 1942, avant d'être mise sur pied à partir de novembre 1942 dans le camp de Tchebarkoul dans l'oblast de Tcheliabinsk. La formation de la division s'achève le 17 décembre. Le 31 décembre, elle est déployée sur le front de l'Est. Le 17 décembre 1942 est officiellement considéré comme le jour de la formation de la division, qui correspond à la date de la prise de commandement du colonel Kourkovsky.
La 12e division d'artillerie révolutionnaire comprend les unités suivantes : la 32e brigade d'obusiers, la 41e brigade de canons, la 46e brigade légère, les 89e et 104e brigades d'obusiers lourds, la 11e brigade de mortiers, la 819e division d'artillerie de reconnaissance mixte (bataillon) et des unités plus petites. La division fait partie du front de l'Ouest biélorusse, les 2e et 1er fronts biélorusses. Pendant la Seconde Guerre mondiale, quinze membres du personnel de la division seront faits héros de l'Union soviétique. La division est au front (au sein de « l'armée opérationnelle ») du 31 décembre 1942 au 13 avril 1944, du 14 juin 1944 au 9 mai 1945. Sa première grande bataille a lieu du 26 au 31 janvier 1943, lorsqu'elle aida à percer les défenses de la Wehrmacht avançant dans la direction de Kastornensky à la jonction des fronts de Briansk et de Voronej. L'appui-feu fourni permettra d'écraser l'ennemi et d'aider dans l'avancement des 182e, 8e, 15e et 307e divisions de fusiliers. Du 10 juillet 1944 au 31 juillet 1944, la division sert avec la 8e armée de la Garde. L'unité achève la guerre dans le premier front biélorusse, avec deux brigades soutenant la 5e armée de choc, mais la plupart du reste de la division soutenant la 69e armée (ru).
En août 1960, la division est réorganisée sous le nom de 103e brigade de missiles opérant depuis le district militaire de Transbaïkalie dans le cadre de la 29e armée. D'autres sources font remonter son existence immédiate à sa formation à Nizhinerny dans l'oblast de Gorki (district militaire de Moscou), en août 1960. Elle fut initialement affectée au 13e corps d'armée de la Garde.
À partir de 1979, la brigade est située à Divizionnaïa, une banlieue d'Oulan-Oudé, dans la république socialiste soviétique autonome bouriate.
Le 15 janvier 2012, la brigade reçoit un nouveau de drapeau de bataille. Celui-ci était traditionnellement fixé avec des clous dorés.
Toujours casernée dans le quartier Divizionnaïa à Oulan-Oudé au sein de la 36e armée interarmes, l'unité participe à l'invasion russe de l'Ukraine en 2022. Dans le cadre de la 36e armée, aux côtés de la 5e brigade blindée et de la 37e brigade de fusiliers motorisés de la Garde, elle est initialement déployée en Biélorussie, puis participe à des opérations sur le terrain, principalement dans la région à l'ouest de Kiev.
La brigade est équipée de missiles sol-sol 9K720 Iskander. Le nouveau missile avait été mis en service pour la première fois en 2006, et en 2010, la brigade est l'une des cinq unités à utiliser l'Iskander. Auparavant, la brigade était armée du missile sol-sol OTR-21 Tochka.